# Petita Obra de la Divina Providència
La Petita Obra de la Divina Providència és una congregació clerical fundada el 1893 a Tortona (Itàlia) per Luigi Orione perquè els religiosos visquin la caritat confiant en la divina providència i dedicats a l'ensenyament de nens necessitats. Els seus membres també són anomenats Fills de la Divina Providència, orionins, orionites o orionistes i posposen al seu nom les sigles FDP.

## Història

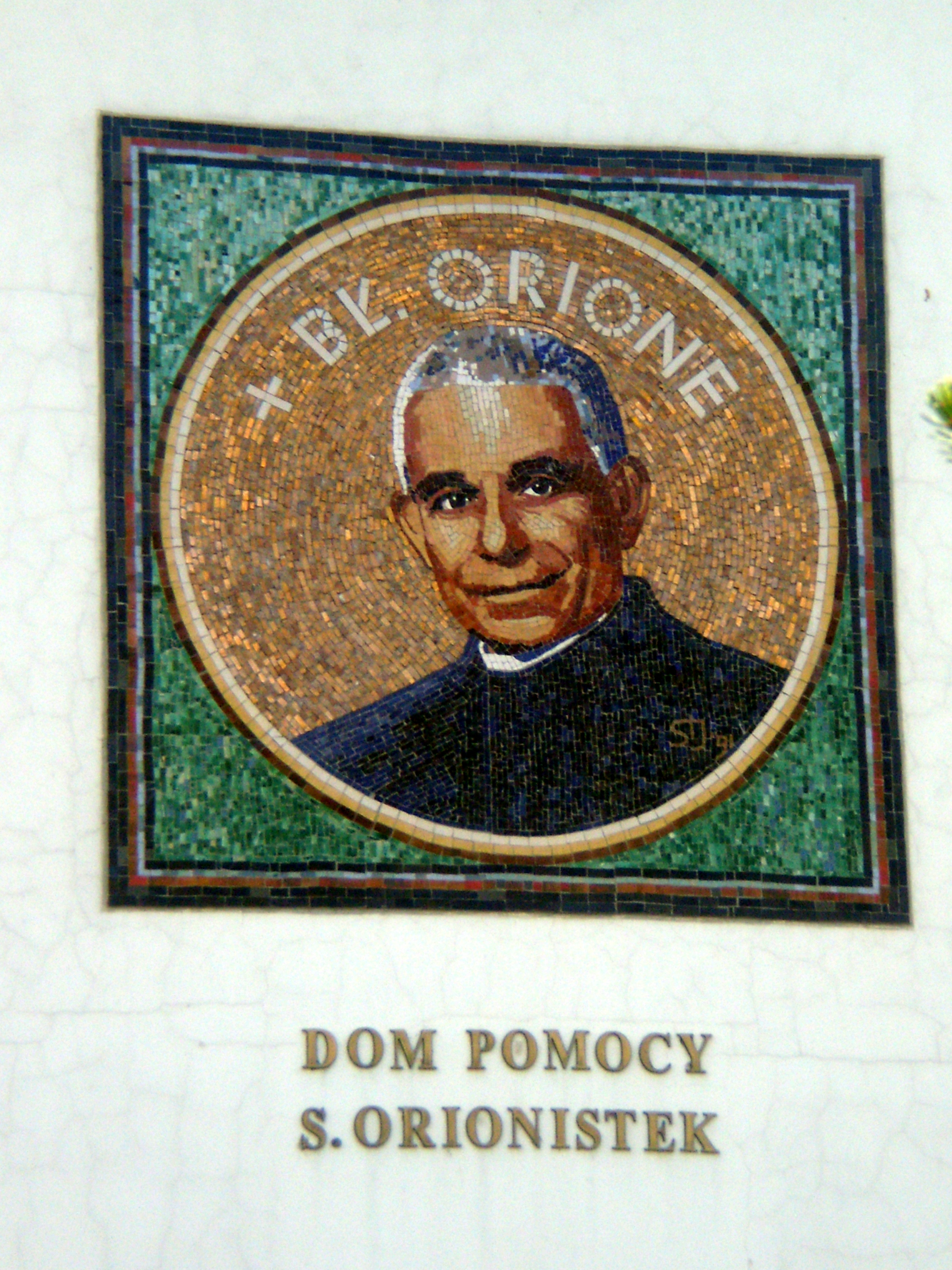
El fundador de la Petita Obra de la Divina Providència i les seves branques fou sant Lluís Orione

La congregació fou fundada per Luigi Orione (1872-1940), que havia quedat impressionat per la visita a la Petita Casa de la Divina Providència que havia fundat Giuseppe Benedetto Cottolengo. Mentre estudiava al seminari, pensà a crear un institut religiós dedicat a l'educació i la cura dels nens pobres, i ja l'octubre de 1893 va obrir al barri de San Bernardino de Tortona una casa on acollí trenta nens abandonats.
El 10 de gener de 1902, Orione va presentar al papa Lleó XIII el projecte d'un institut per a l'educació, l'evangelització dels humils i l'ajut als febles, amb un esborrany de regla per a la comunitat de clergues, que fou aprovada pel papa. La Petita Obra es convertí en institut de dret diocesà el 21 de març de 1903, amb un decret del bisbe de Tortona Igino Bandi; el decret pontifici arribà el 24 de gener de 1944 i les constitucions foren aprovades definitivament el 20 de novembre de 1954.

## Activitats i difusió
Els orionins es dediquen a l'apostolat entre joves, pobres i treballadors, en parròquies, oratoris i centres juvenils, promovent-hi l'amor per Déu, la caritat i l'educació cristiana. En són característics els Petits Cottolengos de Don Orione, centres d'educació i rehabilitació per a malalts i discapacitats.

### Presència
El 2013 està present a 30 països de tot el món, principalment a Amèrica Llatina. A Argentina té 16 cottolengos i llars on atén 1.500 persones amb discapacitat, té 22 escoles i 6 escoles d'educació especial on educa a 21.000 alumnes i 3 llars i 4 centres de dia per a nens, on se n'atenen 500. També compta amb 17 parròquies, 3 santuaris, 71 capelles, centres i comunitats eclesials de base. En 2005 hi havia 1.073 membres en 209 cases.
Els orionites Ricard Gil i Antoni Arrué Peiró van ser declarats beats a la Beatificació de Tarragona l'octubre del 2013.

## Família orionita
La Petita Obra de la Divina Providència està composta per religiosos consagrats que s'anomenen Fills del la Divina Providència, on hi ha religiosos sacerdots. Compta amb una branca contemplativa, els Ermitans de la Divina Providència. La branca femenina és la congregació religiosa de les Petites Germanes Missioneres de la Caritat (PHMC), amb una branca de religioses germanes de vida contemplativa, les Germanes Sacramentines No Vidents, i una de clausura, les Germanes Contemplatives de Jesús Crucificat. Pel que fa als laics consagrats, hi ha l'Institut Secular Orionita (ISO) i el Grup d'Oblació Orionita, i per als altres laics hi ha el Moviment Laical Orionita (MLO), els laics orionites treballadors i voluntaris, el Moviment Juvenil Orionita (MJO) i els Amics de l'Orione.
Pel que fa a la xifra total d'orionites, el 2013 hi ha 300 religiosos i religioses, 3.600 professionals i treballadors als centres d'assistència i educació i 5.000 voluntaris en obres d'assistència i activitats pastorals.